# Bootstrap (électronique)
Pour les articles homonymes, voir Bootstrap.
 (août 2024).
Le contenu est difficilement compréhensible vu les erreurs de traduction, qui sont peut-être dues à l'utilisation d'un logiciel de traduction automatique.
Dans le domaine de l'électronique, une technique dans laquelle une partie de la sortie d'un système est utilisée au démarrage peut être décrite comme le bootstraping. 
Un circuit bootstrap est un circuit dans lequel une partie de la sortie d'un étage d'amplificateur est appliquée à l'entrée, de manière à modifier l'impédance d'entrée de l'amplificateur. Lorsqu'il est appliqué délibérément, l'intention est généralement d'augmenter plutôt que de diminuer l'impédance.
Dans le domaine des circuits MOSFET, le bootstraping est couramment utilisé pour signifier le fait de tirer le point de fonctionnement d'un transistor au-dessus du point d'alimentation,. Le même terme a été utilisé de manière un peu plus générale pour modifier dynamiquement le point de fonctionnement d'un amplificateur opérationnel (en déplaçant son pôle d'alimentation positif et négatif) afin d'augmenter l'amplitude de sa tension de sortie (par rapport à la masse). Dans le sens utilisé dans ce paragraphe, bootstrapping un amplificateur opérationnel signifie « utiliser un signal pour piloter le point de référence des alimentations de l'amplificateur opérationnel ». Une utilisation plus sophistiquée de cette technique d'amorçage du rail consiste à modifier la caractéristique C/V non linéaire des entrées d'un amplificateur opérationnel JFET afin de réduire sa distorsion,.

## Impédance d'entrée

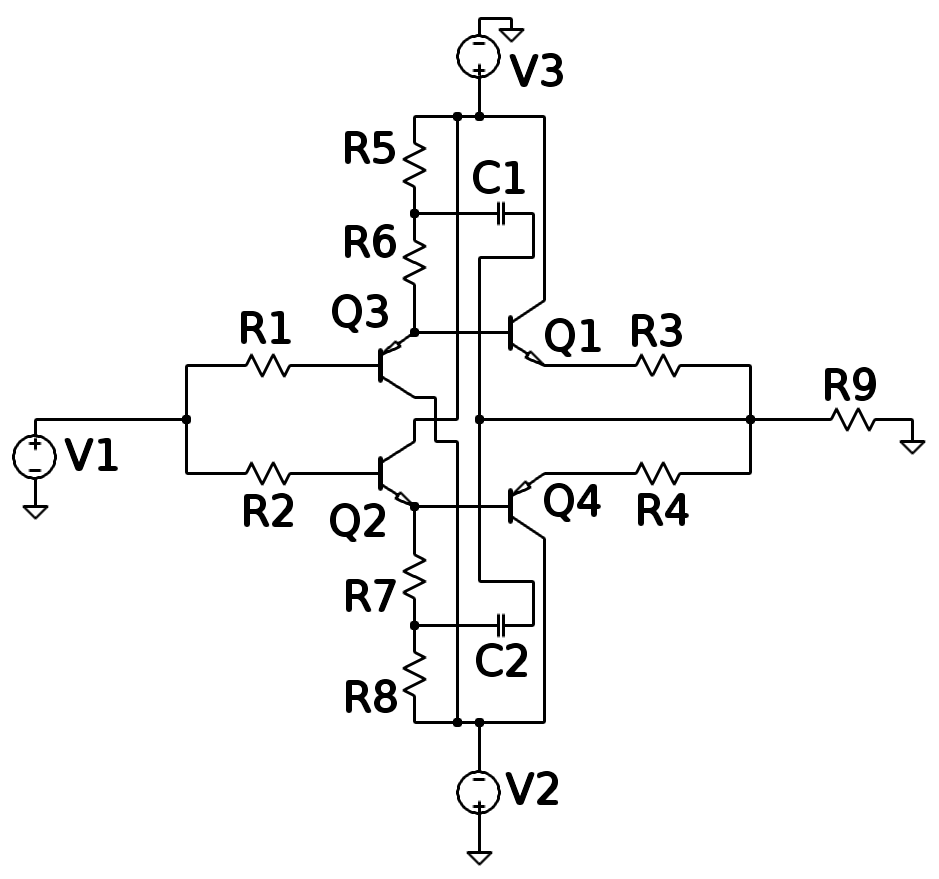
Condensateurs bootstrap C1 et C2 dans un circuit émetteur-suiveur de transistor bipolaire

Dans les conceptions de circuits analogiques, un circuit bootstrap est un arrangement de composants délibérément destiné à modifier l'impédance d'entrée d'un circuit. En général, il est destiné à augmenter l'impédance, en utilisant une petite quantité de rétroaction positive, généralement sur deux étages. Cela était souvent nécessaire aux débuts des transistors bipolaires, qui ont par nature une impédance d'entrée assez faible. Comme la rétroaction est positive, ces circuits peuvent souffrir d'une stabilité et de performances médiocres en matière de bruit par rapport à ceux qui n'ont pas de bootstrap.
La contre-réaction peut également être utilisée pour amortir une impédance d'entrée, ce qui réduit l'impédance apparente. Cela est rarement fait délibérément, cependant, et est normalement un résultat non désiré d'une conception particulière du circuit. Un exemple bien connu de ce phénomène est l'effet Miller, dans lequel une capacité de rétroaction inévitable semble augmentée (c'est-à-dire que son impédance semble réduite) par une rétroaction négative. Un cas populaire où cela est fait délibérément est la technique de compensation de Miller pour fournir un pôle basse fréquence dans un circuit intégré. Pour minimiser la taille du condensateur nécessaire, il est placé entre l'entrée et une sortie qui oscille dans la direction opposée. Ce bootstrapping le fait agir comme un gros condensateur à la masse.

## Pilotage des transistors MOS
Un MOSFET/IGBT N a besoin d'une charge significativement positive (VGS > Vth) appliquée à la grille afin de s'allumer. L'utilisation de dispositifs MOSFET/IGBT à canal N est une méthode courante de réduction des coûts, principalement en raison de la réduction de la taille de la puce (il existe également d'autres avantages). Cependant, l'utilisation de dispositifs nMOS à la place de dispositifs pMOS signifie qu'une tension supérieure à l'alimentation du rail (V+) est nécessaire pour polariser le transistor en fonctionnement linéaire (limitation minimale du courant) et ainsi éviter une perte de chaleur importante. 
Un condensateur bootstrap est connecté entre le rail d'alimentation (V+) et la tension de sortie. Habituellement, la borne de source du N-MOSFET est connectée à la cathode d'une diode de recirculation, ce qui permet une gestion efficace de l'énergie stockée dans la charge généralement inductive (diode Flyback). En raison des caractéristiques de stockage de charge d'un condensateur, la tension d'amorçage s'élèvera au-dessus de (V+) fournissant la tension de commande de grille nécessaire. 
Un circuit bootstrap est souvent utilisé dans chaque demi-pont d'un pont en H tout N-MOSFET. Lorsque le N-FET côté bas est activé, le courant provenant du rail d'alimentation (V+) traverse la diode bootstrap et charge le condensateur bootstrap à travers ce N-FET côté bas. Lorsque le N-FET côté bas s'éteint, le côté bas du condensateur bootstrap reste connecté à la source du N-FET côté haut, et le condensateur décharge une partie de son énergie en amenant la grille du N-FET côté haut à une tension suffisamment supérieure à V+ pour rendre le N-FET côté haut complètement actif, tandis que la diode bootstrap empêche cette tension supérieure à V+ de revenir au rail d'alimentation V+.

## Alimentations à découpage
Dans les alimentations à découpage, les circuits de commande sont alimentés par la sortie. Pour démarrer l'alimentation, une résistance de fuite peut être utilisée pour charger lentement le rail d'alimentation du circuit de commande afin de le faire osciller. Cette approche est moins coûteuse et plus simple que de fournir une alimentation linéaire séparée juste pour démarrer le circuit du régulateur.

## Oscillation de la sortie
Les amplificateurs à courant alternatif peuvent utiliser le bootstrapping pour augmenter l'oscillation de sortie. Un condensateur (généralement appelé condensateur bootstrap) est connecté de la sortie de l'amplificateur au circuit de polarisation, fournissant des tensions de polarisation qui dépassent la tension d'alimentation. Les suiveurs d'émetteur peuvent fournir une sortie rail à rail de cette manière, ce qui est une technique courante dans les amplificateurs audio de classe AB.

## Circuits intégrés numériques
Dans un circuit intégré, une méthode d'amorçage est utilisée pour permettre aux lignes de distribution d'adresse et d'horloge internes d'avoir une excursion de tension accrue. Le circuit bootstrap utilise un condensateur de couplage, formé à partir de la capacité grille/source d'un transistor, pour amener une ligne de signaux à une tension légèrement supérieure à la tension d'alimentation.
Certains circuits intégrés tout-pMOS comme l'Intel 4004 et l'Intel 8008 utilisent ce circuit de « charge bootstrap » à 2 transistors,,.